# Zombie walk
Zombie walk o Marcha Zombie es un anglicismo que refiere a una reunión pública compuesta por personas disfrazadas como zombis.  Usualmente se realizan caminando o corriendo en centros urbanos, recorriéndoles sus calles pasando por centros comerciales, parques o lugares públicos de gran concurrencia. 
Son organizadas, mayoritariamente, a través de Internet y tradicionalmente realizadas en importantes ciudades de América del Norte. La primera zombie walk, registrada como tal, se realizó en Sacramento, California el 19 de agosto de 2001. Actualmente, se vienen realizando en varias ciudades alrededor del mundo.
El principal objetivo de este tipo de performance es divertirse y recrear personajes de terror y en especial zombis.